# 富田望生
富田 望生（とみた みう、2000年〈平成12年〉2月25日 - ）は、日本の女優。福島県いわき市出身。ジャパン・ミュージックエンターテインメント（イー・コンセプト）所属。

## 略歴
誕生5か月前に父親を事故で失い、母子家庭に生まれ育つ。ピアノの教師を目指すが2011年に東日本大震災に遭遇し、母親の仕事の都合で上京する。不安定な毎日を過ごすうちに、最初の所属事務所となるテアトルアカデミーのタレント募集広告を見て応募して芸能活動を始める。
数々のエキストラを経験後、2015年3月に『ソロモンの偽証』で映画初出演。オーディションを勝ち抜き、主要キャストの浅井松子を演じた。本作の役作りのため、オーディション合格後に15キログラム太ったことを2017年9月22日放送の『めざましテレビ』（フジテレビ）でのインタビューを受け後に公表した。
2015年11月9日 テアトルアカデミー主催の合同LIVE（T's GIG vol.6、池袋「音処・手刀」）で初単発ゲストLIVEを経験、中島みゆきの「化粧」を歌う。
映画版『チアダン』撮影時、ダンス練習で消費する以上に食べて設定を維持。2016年6月に映画版『チアダン』撮影が終了した後、役設定維持目的ではない通常の食事に戻して10キロ減量し、数か月後に再度増量。 
2017年2月12日映画『チアダン』LINELIVEで初コーナー司会を担当。同年3月12日に109シネマズ二子玉川で開催された同映画の公開記念舞台挨拶でイベント初司会。当イベントでは出演者5人で5つの映画館を巡り当番制で司会担当した。同年7月、テアトルアカデミーからジャパン・ミュージックエンターテインメントに移籍した。同年9月21日、映画『あさひなぐ』主題歌、乃木坂46「いつかできるから今日できる」でミュージックビデオ初出演。同年11月、映画『SUNNY強い気持ち強い愛』撮影時、渡辺直美が演じる林梅役の高校時代を演じる設定を受けさらに10キロ増量後、同映画公開時2018年8月放送の第120回『男おばさん 』ゲストインタビュー出演までに7キロも減量。
2018年3月、Netflixドラマ『宇宙を駆けるよだか』の撮影で人格が入れ替わる設定の役を担当する。同年3月、『私たちの未来』（ガラスの地球を救えプロジェクト）で初アニメ声優を担当。同年5月、『ハングマン-HANGMEN-』で初舞台。同舞台告知ゲストとして「PARCO Hot Seminar」にてラジオ初出演。
2019年1月期日本テレビ系日曜ドラマ『3年A組-今から皆さんは、人質です- 』にて、生徒役の一人・魚住華役で出演で一躍知名度を上げた。3年A組撮影終了後2019年4月15日『しゃべくり007』ゲスト出演までに5キロ減量、数か月後翌2020年1月3日・4日に放送されたフジテレビ系新春スペシャルドラマ『教場』撮影時までにさらに5キロ減量した。同年3月、読売テレビ系ショートドラマ『妄想エレベーター』でドラマ初主演。同年上半期のNHKの連続テレビ小説『なつぞら』で広瀬すずが扮する主人公・奥原なつの親友、よっちゃんこと居村（門倉）良子役を演じNHK朝ドラ初出演を果たす。同年4月から雑誌『UP to boy』でカメラマンとして初連載企画「女友撮」を手掛ける。同年6月23日、NHKドキュメンタリー「明日へつなげよう」で初ナレーション。同年9月20日 雑誌「ラ・ファーファ」11月号にて自身初の雑誌表紙メインビジュアルを岩村捺未、ももと共に3人で飾る。同年10月2日から11月27日までの2か月間限定で「ヒルナンデス!」水曜シーズンレギュラーを務める。
2020年1月3日 ニッポン放送ラジオ「富田望生今年ハタチになります」で初ラジオパーソナリティを務める。同年1月20日より同雑誌「ラ・ファーファ」3月号から富田の連載企画「a lovely MIU holiday」を手掛ける。同年4月2日から「ヒルナンデス!」木曜レギュラーとなる。同年4月20日、VOGUE JAPAN girl とカネボウ化粧品のタイアップ企画で初化粧品モデル。その後2021年8月に「OSAJI」2021年秋冬の化粧品モデルを担当。同年9月23日、ズーカラデル「ころがる」でミュージックビデオ初主演。
2021年8月13日舞台ウェンディアンドピーターパンでワイヤーアクション。なお2014年に映画版ソロモンの偽証の交通事故シーン撮影でも経験している。同年10月3日～11月21日、WOWOWドラマ『ソロモンの偽証』にて、主要キャストの浅井松子役で出演。2015年に映画初出演となった映画『ソロモンの偽証』からキャストを一新し再映像化したドラマに、富田のみ同じ役で出演をした。
2023年3月30日 NHKBS4K（4月14日BSプレミアム）の「富田望生の日日是芸術」（ニチニチコレアート）でBS放送初主演。その後、映画「日日芸術」として上映される。同年4月からNHK・Eテレの学校放送番組「ズームジャパン」のミウ役を務める。同年4月期日本テレビ系日曜ドラマ『だが、情熱はある』でヒロイン・しずちゃんこと山崎静代役を演じ、その演技で第26回 日刊スポーツ・ドラマグランプリ 春ドラマ 助演女優賞・第116回 ザテレビジョンドラマアカデミー賞 助演女優賞をそれぞれ受賞した。
2024年3月9日「今夜星と波の間に」でラジオドラマ初主演。
2024年7月22日FMいわきラジオ番組「富田望生のすっぺったこっぺった」で初ラジオレギュラーMC担当。同日からFMいわき公式キャラクター「ウェイビー」の声を担当する。
2024年8月20日「ダーウィンが行く」でNHK総合ドラマ初主演。
2025年1月 「港に灯がともる」で映画初主演、金子灯役。主題歌「ちょっと話を聞いて」by THE HARBOR LIGHTSで作詞を担当。
2025年6月 混頓vol.6でコント初出演。

## 人物
- 趣味は映画観賞。特技はクラリネット[1]、パーカッションと歌、ドラム、ピアノ。
- 担当する役によって体重を減量または増量する。
- 好きな歌手は中島みゆき。
- 映画『ソロモンの偽証』、『モヒカン故郷に帰る』、ドラマ『6from HiGH&LOW THE WORST』、舞台『ジャズ大名』の出演に向けてクラリネットを練習。
- 映画『ソロモンの偽証 前篇』で浅井松子役ではない別の役として劇中校歌をピアノ演奏している。[22]
- 好きなスポーツはダンス[23] 。映画チアダン出演に向けてチアダンス4種競技(ヒップホップ、ジャズ、ポンダンス、ラインダンス）を練習。
- 映画「あさひなぐ」では薙刀道を経験。
- ドラマ「教場」では、出演にむけて他キャストとともに警察学校監修の下で訓練を受ける。[24]また教場では枝元役の設定として手話を練習。
- 舞台『フラガール dance for smile』 出演に向けてフラダンスとタヒチアンダンスを練習。
- 舞台『ウェンディアンドピーターパン』のワイヤーアクション演出に向けて、体幹トレーニング実施。
- 日本テレビ系日曜ドラマ『だが、情熱はある』では、M-1グランプリ2004決勝に出場するお笑いコンビ南海キャンディーズ山崎静代役として漫才を練習。山崎が過去組んでいたお笑いコンビ西中サーキットと山崎二宮の時についても漫才を練習。さらに第11話でボクシングでオリンピック出場目指すシーンの撮影に向けてボクシングを練習。
- 舞台『ジャズ大名』で狂言回し、場面転換に合わせて5人分の役設定を切り替えて演じる（化け狐「やこ」設定）。三味線も練習。
- ドラマ ダメマネ ダメなタレントマネジメントします 2話出演に向けてガ行を発声しにくい吃音を練習する。
- ドラマ 明日はもっといい日になる 3話で母親役で出演。なつぞら、妄想エレベーターでも母親役の出演シーンがある。

## 出演
主演作品は役名を太字で表示

### 映画
- ソロモンの偽証 前篇・事件 / 後篇・裁判（2015年3月7日・4月11日、松竹） - 浅井松子 役[25]
- モヒカン故郷に帰る（2016年3月26日（広島先行）・4月9日（全国）、東京テアトル） - 吹奏楽部 部長 清水さん 役[26]
- ホーンテッド・キャンパス（2016年7月2日、松竹） - 樹里子 役
- チア☆ダン〜女子高生がチアダンスで全米制覇しちゃったホントの話〜（2017年3月11日、東宝） - 東多恵子 役[27]
- ポエトリーエンジェル（2017年5月20日、アークエンタテインメント） - 安岡夏海 役[28]
- あさひなぐ（2017年9月22日、東宝） - 大倉文乃役[29]
- SUNNY 強い気持ち・強い愛（2018年8月31日、東宝） - 林梅（女子高生時代） 役[30]
- 町田くんの世界（2019年6月7日、ワーナーブラザース） [31]
- HiGH&LOW THE WORST（2019年10月4日、松竹） - ヒロイン・石井マドカ 役[32]
- どすこい!すけひら（2019年11月1日、アークエンタテインメント） - 椎名千裕 役[33]
- 男はつらいよ お帰り 寅さん（2019年12月27日、松竹） - 早苗 役[34]
- 私がモテてどうすんだ（2020年7月10日、松竹） - ヒロイン・芹沼花依（激ヤセ前）役（山口乃々華との二人一役）[35]
- バイプレイヤーズ もしも100人の名脇役が映画を作ったら（2021年4月9日、東宝映像事業部） - 富田望生 役[36]
- 老後の資金がありません （2021年10月30日、東映） - 相談員 大海原 役
- 映画ネメシス 黄金螺旋の謎（2023年3月31日、ワーナー・ブラザース映画） - 小山川薫 役[37]
- 日日芸術（2024年4月13日） - 主演・富田望生 役[38]
- 港に灯がともる（2025年1月17日） - 主演・金子灯 役[21][39]
- そこにあるべきものたち（2025年8月1日）

### テレビドラマ
- 悪夢ちゃん 第10話（2012年12月15日、日本テレビ） - 矢沢亜紀 役
- ストレンジャー～バケモノが事件を暴く～（2016年3月27日、テレビ朝日） - 生徒 役
- メディカルチーム レディ・ダ・ヴィンチの診断 第3話（2016年10月25日、関西テレビ・フジテレビ） - 山田麻衣 役[40]
- ぼくらの勇気 未満都市2017（2017年7月21日、日本テレビ） - 薔薇太陽 役[41]
- NHKスペシャル 人体 神秘の巨大ネットワーク 「コンデラタロウ」）（2017年9月25日、NHK） - 佐山しほ 役[42]
- 恋のツキ 第8話・第11話・第12話（2018年9月13日・10月4日・10月11日、テレビ東京） - ヤナギ 役
- 今日から俺は!! 第1話・第4話（2018年10月14日 - 12月16日、日本テレビ） - 田中みさえ 役
- 3年A組-今から皆さんは、人質です-（2019年1月6日 - 3月10日、日本テレビ） - 魚住華 役[43]
- モンローが死んだ日 第3話（2019年1月20日、NHK BSプレミアム） - 堀川 役 [44]
- 妄想エレベーター（2019年3月29日・9月17日 - 19日・10月2日 - 4日、読売テレビ・日本テレビ） - 主演・宮田福子 役[45]
- 白衣の戦士! 第1話・第6話（2019年4月10日・5月22日、日本テレビ） - 七海 役[46]
- 連続テレビ小説（NHK） 
  - なつぞら（2019年4月15日・18日・22日 - 30日・5月7日・18日・8月6日 - 10日・9月10日） - 居村（門倉）良子 役[12][注 1]
    - なつぞら秋の大収穫祭 スピンオフドラマ「十勝男子、愛を叫べ!」（2019年11月2日、NHK BSプレミアム） - 門倉良子 役[47][48]

  - ブギウギ（2023年11月27日 - ） - 小林小夜 役 [49]
- 偽装不倫 第5話（2019年8月7日、日本テレビ） - カナエ 役[50]
- チート〜詐欺師の皆さん、ご注意ください〜（2019年10月4日 - 12月5日、読売テレビ・日本テレビ） - マイ 役[51]
- ニッポンノワール-刑事Yの反乱- 第4話（2019年11月3日、日本テレビ） - 魚住華 役[注 2][52]
- 教場 シリーズ（フジテレビ） - 枝元佑奈 役
  - 教場（2020年1月4日・5日）[53]
  - 教場II（2021年1月3日・4日）[54]
  - 風間公親-教場0- 第1話（2023年4月10日）
- ブスの瞳に恋してる 2019 the voice（2020年1月13日 - 3月2日、フジテレビ） - ヒロイン・大山美幸 役[55]
- ホームルーム（2020年1月23日 - 3月26日、MBS・テレビ神奈川） - 丸山のぶ代 役[56]
- 就活生日記（2020年3月9日 - 3月13日 、NHK総合） - ヒロイン・佐田華凛 役[57][58]
- 美食探偵 明智五郎（2020年4月12日 - 6月28日、日本テレビ） - 桃子 役[59][60]
- おしゃ家ソムリエおしゃ子!（テレビ東京） - 金荷（遠）くすき 役
  - おしゃ家ソムリエおしゃ子!（2020年7月15日 - 9月3日）[61]
  - おしゃ家ソムリエおしゃ子!2（2021年10月9日 - 12月25日）[62]
- おじさんはカワイイものがお好き。（2020年8月13日 - 9月10日、読売テレビ・日本テレビ） - 茂科莉央 役[63]
- 6 from HiGH&LOW THE WORST（2020年11月19日 - 12月25日、日本テレビ） - ヒロイン・石井マドカ 役[64]
- バイプレイヤーズ 名脇役の森の100日間（2021年1月8日、テレビ東京） - 富田望生 役[36]
- 宮城発地域ドラマ ペペロンチーノ（2021年3月6日、NHKBSプレミアム・BS4K / 4月17日、NHK総合） - 高橋なたね 役[65][66]
- ネメシス（2021年4月11日 - 6月13日、日本テレビ） - 小山川薫 役[67]
- ソロモンの偽証（2021年10月3日 - 11月21日、WOWOW） - 浅井松子 役[16][68]
- 踊り場にて（2021年12月30日、フジテレビ） - 丸沢百恵 役[69]
- ナンバMG5（2022年4月13日 - 6月22日、フジテレビ） - 守田巻 役[70]
- 石子と羽男-そんなコトで訴えます?- 第2話（2022年7月22日、TBS） - 深瀬梨沙 役[71]
- ほんとにあった怖い話 夏の特別編2022「遊び待つ」（2022年8月20日、フジテレビ） - 沖本香織 役[72]
- 旅するサンドイッチ（2022年9月23日、テレビ東京） - 今村かえで 役[73]
- 一橋桐子の犯罪日記（2022年10月8日 - 11月5日、NHK総合） - 坂井春菜 役[74]
- 富田望生の日日是芸術（2023年3月30日、NHK BS4K / 4月14日、NHK BSプレミアム / 7月9日、NHK Eテレ） - 主演・富田望生 役
- 藤子・F・不二雄 SF短編ドラマ『テレパ椎』（2023年4月16日、NHK BSプレミアム・BS4K / 6月1日、NHK総合） - 桃絵 役
- だが、情熱はある（2023年4月23日 - 6月25日、日本テレビ） - ヒロイン・山崎静代 役[75][76]
- 18/40〜ふたりなら夢も恋も〜 第9話（2023年9月5日、TBS） - 保育士・沢木ゆう 役[77]
- コタツがない家（2023年10月18日 - 12月20日、日本テレビ） - 酒井ひかる 役[78]
- テレビ報道記者〜ニュースをつないだ女たち〜（2024年3月5日、日本テレビ） - 柳田皐月 役[79]
- シゴトえらび（2024年7月23日、NHK Eテレ） - 主演・阿部弘子 役[80]
- ダーウィンが行く!?（2024年8月20日、NHK総合） - 主演・恩田はるか 役[81]
- GO HOME〜警視庁身元不明人相談室〜 最終話（2024年9月28日、日本テレビ） - 藤田秋桜里 役[82]
- ドクターY〜外科医・加地秀樹〜 第7弾（2024年11月30日、テレビ朝日） - 海老名彩 役[83]
- 特捜9 final season 第2話（2025年4月16日、テレビ朝日） - 南双葉 役[84]
- ダメマネ! -ダメなタレント、マネジメントします- 第2話 - 最終話（2025年4月27日 - 6月22日、日本テレビ） - 後藤沙紀 役[85]
- 明日はもっと、いい日になる 第3話（2025年7月21日、フジテレビ） - 屋島美穂 役[86]

### 配信ドラマ
- 宇宙を駆けるよだか（2018年8月1日、全6話、Netflix） - 海根然子 役[87]
- 3年A組-今から皆さんだけの、卒業式です-（2019年3月10日・17日、Hulu） - 魚住華 役[88]
- ブスの瞳に恋してる 2019 the voice（2019年9月17日 - 11月5日、全8話、FOD） - ヒロイン・大山美幸 役[89]
- チート〜詐欺師の皆さん、ご注意ください〜 チェインストーリー（2019年10月4日 - 12月12日、GYAO） - マイ 役[90]

### 舞台
- ハングマン-HANGMEN-（2018年5月12日 - 6月22日） - シャーリー 役[91]
- フラガール dance for smile（2019年10月18日 - 27日、東京 日本青年館 / 11月2日 - 4日、大阪 サンケイホールブリーゼ） - 熊野小百合 役[92]
- いきなり本読み with 宮藤官九郎（2021年2月13日、浅草フランス座演芸場東洋館）[93]
- ウエンディ&ピーターパン（2021年8月13日 - 9月5日、Bunkamura オーチャードホール） - ティンク 役[94]
- しびれ雲（KERA・MAP #010）（2022年11月6日 - 12月4日、東京 本多劇場 / 12月8日 - 11日、兵庫県立芸術文化センター / 12月17日 - 18日、北九州芸術劇場 / 12月24日 - 25日、りゅーとぴあ） - 石持富子 役[95]
- ジャズ大名（2023年12月9日 - 24日、KAAT神奈川芸術劇場 ホール / 2024年1月7日 - 8日、神戸文化ホール 大ホール / 1月13日 - 14日、刈谷市総合文化センター 大ホール[注 3] / 1月20日 - 21日、高槻城公園芸術文化劇場 トリシマホール） - 女中、村娘、護衛の武士、トマス叔父さん、結城四郎（狂言回し化け狐「やこ」設定） 役[97]
- いきなり本読み in大阪（2024年2月27日）
- 混頓vol.6（2025年6月20日-6月22日、TOKYO FMホール）　メグ役/富原役[98]

### ラジオドラマ
- FMシアター 今夜星と波の間(あわい)に（2024年3月9日、NHK-FM） - 主演・志島ほのみ 役[20]
- マミーロード（2025年、ニッポン放送） - 半人前（若手刑事）役[99]

### ラジオ
- 富田望生のすっぺったこっぺった（2024年7月22日 - 、FMいわき公開生放送＆ListenRadioアプリ全国配信 毎月第四月曜日20時、偶数月イオンモールいわき小名浜3階 奇数月いわき駅前大町スタジオ） [100]

### 雑誌連載
- 女友撮（『UTB+』 vol.47 - 、『アップトゥボーイ』vol.285 - ）[101]
- a lovely MIU holiday（『la farfa』、2020年1月20日 - ）

### 新聞連載
- 紙上ラジオ「富田望生のすっぺったこっぺった」（2024年8月13日 - 、いわき民報 毎月第二月曜日）

### MV
- ジェジュン『Brava!!Brava!!Brava!!』[102]
- ズーカラデル『ころがる』[103]
- somei『憂う門には福来る』 - ヨシノ役[104]
- 岡崎体育『失恋ソング』[105]

### 劇場アニメ
- 私たちの未来（ガラスの地球を救えプロジェクト） - 土井ユズル 役[106]
- フラ・フラダンス（2021年12月3日劇場公開、アニプレックス） - 滝川蘭子 役[107]

### ナレーション
- 明日へつなげよう（2019年6月23日、2020年11月22日、NHK総合）[108]
- ザ・ノンフィクション（フジテレビ）
  - 「父と息子とはぐれた心 〜引きこもった僕の1年〜」（2020年7月26日）
  - 「ボクと父ちゃんの記憶 ～家族の思い出 別れの時～」（2021年10月17日）[109]
  - 「生きることって… ～山とマタギと私たち～」（2022年3月13日）[110]
- おじさんはカワイイものがお好きPR（2020年8月3日、日本テレビ）
- 思い出レシピ（2021年3月7日、NHK総合）
- しあわせ運べるように（2021年3月13日、NHK総合）
- 東日本大震災12年 Nスタ つなぐ、つながるSP 〜いのち〜（2023年3月11日、TBS）[111]
- 東日本大震災13年 Nスタ つなぐ、つながるSP 〜いのち〜（2024年3月10日、TBS）[112]

### CM
- ゴルスタ パンダのおまじない編（2015年12月 - ）
  - 大和ハウス 故郷2016篇（2016年10月26日 - ）[113]
- マクドナルド
  - なんでもない日のごほうび篇（2022年7月20日 - ）[114]
  - 今だけのごほうび篇（2022年9月21日 - ）
  - 本気のカフェラテ 心の会話篇（2023年2月14日 - ）
- 大塚製薬「ボディメンテ」『THE DAY #C105』篇（2024年11月- ） - 門脇麦と共演[115]
- 東京ガス「ふたつの人生」篇（2025年3月26日 - ）[116]

### その他コンテンツ
- T's GIG vol.6（2015年11月9日、池袋「音処・手刀」）[117]
- 全日本チアダンス選手権大会（2016年11月20日、東京体育館メインアリーナ）[118]
- SHISHAMO SHORT FILMS 明日メトロですれちがうのは、魔法のような恋『音楽室は秘密基地』篇（2017年8月2日）
- CHEERS ON ☆ STAGE 2019 feat. 映画「チア★ダン」（2019年8月16日、 舞浜アンフィシアター）[119]
- ラグビーW杯開幕戦日本vsロシア パブリックビューイング（2019年9月20日、 読売テレビ10plaza）[120]
- ヒルナンデス!（日本テレビ） - 水曜シーズンレギュラー（2019年10月2日 - 11月27日）・木曜レギュラー（2020年4月2日 - 2021年3月25日）
- 踊る!さんま御殿!!（2019年7月16日・12月3日・12月24日、日本テレビ）
- 痛快TV スカッとジャパン（フジテレビ、2019年12月16日・2020年1月13日） - 佐々木小梅 役
- JA全農福島（2020年2月1日）トランヴェール雑誌広告
- 舞台フラガール dance for smile（2020年3月28日、TBSチャンネル2） - 熊野小百合 役[121]
- あさイチ 思い出レシピ コーナー担当（2020年12月23日・2021年1月18日、NHK総合）
- オリガミの魔女と博士の四角い時間 「博士の欲しいもの」（2021年2月14日、NHK教育） - 謎の少女 役
- OSAJI 2021AUTUMN WINTER MAKE UP COLLECTION（2021年8月18日 - ）化粧品モデル
- 突然ですが占ってもいいですか?（2021年11月24日、フジテレビ）[122]
- サンド石井のニッポンの白い未来黒い未来2030（2023年1月8日、フジテレビ） - 富田望生 役
- お笑い有楽城（2023年3月20日）審査員
- ズームジャパン（2023年4月5日 - 、NHK・Eテレ） - ミウ 役
- オールナイトニッポン0(ZERO)（2023年7月16日、ニッポン放送） - 週替わりパーソナリティ
- 音更みのりーむフェスタ（2023年10月1日、道の駅おとふけ） - なつぞら 居村良子役
- 令和六年度十日戎 宝恵駕行列 (2024年1月10日、今宮戎神社) - ブギウギ 小林小夜役
- 東日本大震災メモリアルイベント(2024年3月11日、東日本大震災 原子力災害伝承館)
- FMいわき番組ヨーソローアタック公開収録イベント (2024年5月25日、Paix Paixいわき)
- FMいわき公式キャラクター(2024年7月-、FMいわき)-ウェイビー役
- 高校生ボランティアアワード2024(2024年8月7日、新宿住友ビル三角広場)
- 緊急災害水支援チーム「EWAT」(2024年8月27日-、水道機工) 特任隊長
- 令和6年秋の交通安全運動 交通機動隊出動式 (2024年9月21日、ポンテポルタ千住) 千住警察署一日署長
- 福島、その先の環境へツアー2024(2024年10月25日-10月27日)
- 福島、その先の環境へシンポジウム2025(2025年3月9日、ナショナルトレーニングセンターJヴィレッジ)

## 作品

### 楽曲
- ジュエル☆トリコ （2019年11月22日配信、チート〜詐欺師の皆さん、ご注意ください〜マイ役名義）[123]
- 私がモテてどうすんだ （2020年7月6日配信、私がモテてどうすんだ山口乃々華さんとダブル花依役ver.）[124]
- 「ありがとFOR YOU」!（2021年11月11日配信、フラ・フラダンス 雪割 萌役名義（いついろディライト!））[125]

### 作詞
- 「ちょっと話を聞いて」THE HARBOR LIGHTS（2025年1月17日) 映画「港に灯がともる」の主題歌

## 受賞歴
2019年
- LINE BLOG OF THE YEAR 2019 ブロガー部門[126]

2023年
- 第26回 日刊スポーツ・ドラマグランプリ 春ドラマ 助演女優賞（『だが、情熱はある』）[18]
- 第116回 ザテレビジョンドラマアカデミー賞 助演女優賞（『だが、情熱はある』）[19]